# Tenerobotys subfumalis
Tenerobotys subfumalis là một loài bướm đêm trong họ Crambidae.